# Urtzi Iriondo
Urtzi Iriondo Petralanda (Zeberio, 30 gennaio 1995) è un calciatore spagnolo, difensore del Real Jaén.

## Caratteristiche tecniche
È un terzino sinistro.

## Carriera
È cresciuto nelle giovanili dell'Athletic Bilbao.

## Statistiche

### Presenze e reti nei club
Statistiche aggiornate al 16 gennaio 2018.
| Stagione        | Squadra         | Campionato      | Campionato | Campionato | Coppe nazionali | Coppe nazionali | Coppe nazionali | Coppe continentali | Coppe continentali | Coppe continentali | Altre coppe | Altre coppe | Altre coppe | Totale | Totale | Totale |
| Stagione        | Squadra         | Comp            | Pres       | Reti       | Comp            | Pres            | Reti            | Comp               | Pres               | Reti               | Comp        | Pres        | Reti        | Pres   | Reti   |        |
| --------------- | --------------- | --------------- | ---------- | ---------- | --------------- | --------------- | --------------- | ------------------ | ------------------ | ------------------ | ----------- | ----------- | ----------- | ------ | ------ | ------ |
| 2013-2014       | Baskonia        | TD              | 32         | 1          | CR              | 0               | 0               |                    | -                  | -                  |             | -           | -           | 32     | 1      |        |
| 2014-2015       | Bilbao Athletic | SDB             | 14         | 1          |                 | -               | -               |                    | -                  | -                  |             | -           | -           | 14     | 1      |        |
| 2015-2016       | Bilbao Athletic | SD              | 32         | 1          |                 | -               | -               |                    | -                  | -                  |             | -           | -           | 32     | 1      |        |
| 2016-2017       | Elche           | SD              | 19         | 0          | CR              | 2               | 0               |                    | -                  | -                  |             | -           | -           | 21     | 0      |        |
| 2017-2018       | Granada         | SD              | 0          | 0          | CR              | 1               | 0               |                    | -                  | -                  |             | -           | -           | 1      | 0      |        |
| Totale Carriera | Totale Carriera | Totale Carriera | 97         | 3          |                 | 3               | 0               |                    | -                  | -                  |             | -           | -           | 100    | 3      |        |